# René Breslay
René Breslay (né à Angers en mai 1557 et mort à Troyes le 2 novembre 1641) est un ecclésiastique qui fut évêque de Troyes de 1605 à 1641.

## Biographie
René Breslay ou de Breslay est issu d'une famille originaire de la région d'Angers. L'un de ses ancêtres est successivement sénéchal de Chemillé puis bailli de Sablé et finalement juge à Angers. René Breslay nait à Angers en mai 1557. Il est le fils d'Étienne Breslay et de Françoise Hériz. Son éducation est négligée, ce qui est assez étonnant pour un membre d'une famille en pleine ascension sociale et ce qui lui vaudra une « réputation d'ignorant » à Troyes.
Il devient curé, vraisemblablement titulaire, de Bazouges-sur-le-Loir, puis chanoine de la collégiale Saint-Pierre d'Angers en 1574. Sa carrière s'accélère lorsque son frère Pierre meurt en 1583 et qu'il lui succède comme chanoine de la cathédrale d'Angers où il devient grand archidiacre. Il est reçu à Paris par un ami angevin René Benoît, confesseur et intime du roi Henri IV qui tente en vain depuis 1593 de se faire reconnaître comme évêque de Troyes par le Saint-Siège. Lorsqu'il renonce à ses ambitions, il obtient du Roi la désignation de René Breslay en 1605 qui est consacré en septembre par l'évêque d'Angers. Il prend possession par procuration le 20 septembre et en personne le 23 octobre. Avec les mêmes appuis, le nouvel évêque est pourvu en commende de Saint-Serge d'Angers.
Pendant son épiscopat, s'il échoue plusieurs fois à implanter les Jésuites à Troyes, il est à l'origine de l'installation de nombreuses congrégations religieuses : Capucins (1610), Ursulines (1629), Oratoriens (1630), Carmélites (1630), Visitandines (1631) et Lazaristes (1637). En conflit avec son chapitre de chanoines, il décide en 1621 de résigner son siège épiscopal mais son successeur désigné, Jacques Vignier, meurt à l'âge de 22 ans, le 28 mars 1622 à Rome, où il est venu chercher ses bulles pontificales d'investiture. Le roi Louis XIII nomme alors comme nouvel évêque de Troyes son conseiller Nicolas de Mesgrigny, abbé commendataire de l'abbaye de Blasimon  au diocèse de Bazas, qui est l'oncle maternel de Jacques Vignier. Le nouvel évêque meurt à son tour à l'âge de 30 ans le 24 janvier 1624 sans avoir été ni confirmé ni consacré. René Breslay est donc contraint de réintégrer son évêché.
En 1636, il obtient la nomination d'un coadjuteur en la personne de François Mallier du Houssay qui est consacré en septembre avec le titre d'évêque titulaire d'Augustopolis-en-Phrygie. Le vieil évêque meurt à Troyes à l'âge de 84 ans le 2 novembre 1641. Il est inhumé dans la chapelle Saint-Sauveur de la cathédrale de Troyes mais un cénotaphe en marbre noir lui est édifié dans la cathédrale Saint-Maurice d'Angers dont il fut le bienfaiteur.